# Auerochse von Vig

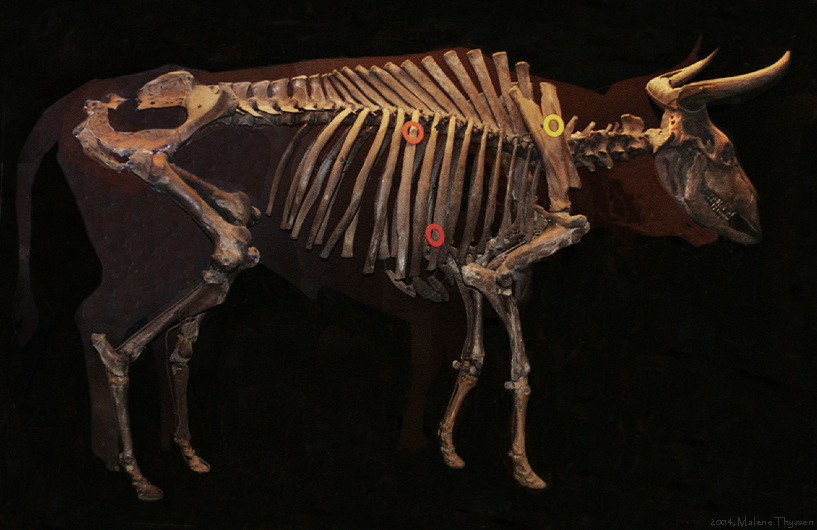
Bos primigenius von Vig – Die Kreise markieren Einschüsse von Pfeilspitzen

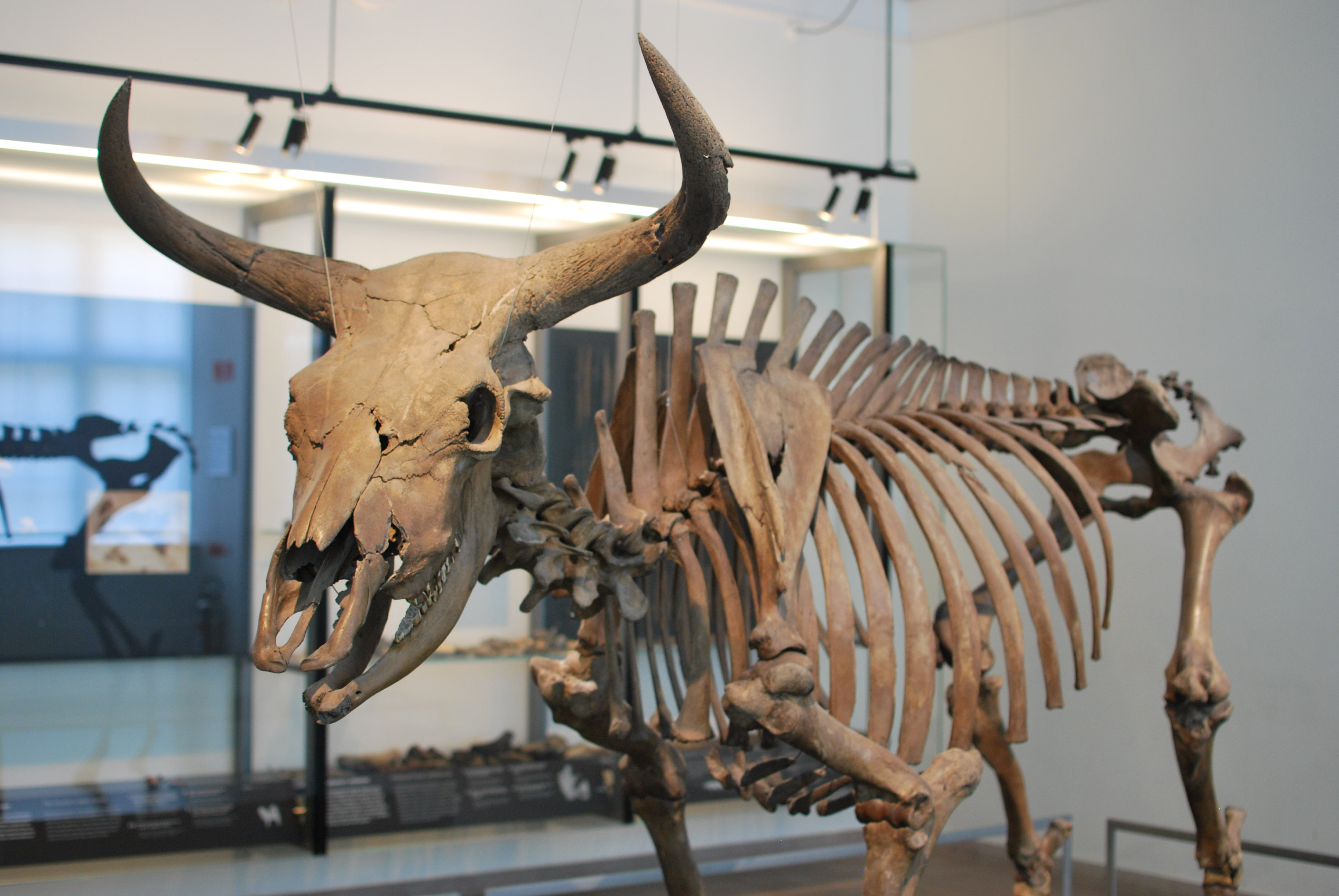
Bos primigenius von Vig

Der Auerochse von Vig (dänisch Urokse fra Vig – dt. Ur von Vig) ist eines von zwei kompletten Auerochsenskeletten, die im Odsherred auf der dänischen Insel Seeland gefunden wurden. Das andere ist der 1983 in einem Moor gefundene Auerochse vom nahen Prejlerup, der auf 6.400 v. Chr. datiert wurde. Beide Funde gehören in die Zeit der Maglemosekultur.
Im 1904 in einem Garten, am heutigen Uroksevej, in Vig südlich von Jyderup gefundenen, auf 7500 v. Chr. datierten Skelett sind zwei Pfeilspitzen vom Typ Klosterlund verkeilt. Es steht im Nationalmuseum.
Der Auerochse von Prejlerup steht im Zoologischen Museum in Kopenhagen.  Dieser Ur, in dessen vollständigem Skelett noch sechs Pfeilspitzen gefunden wurden, verendete in einem Moor. In Jütland überlebten Auerochsen bis in die Eisenzeit (500 v. Chr.)
Ein fast vollständiges Skelett aus Himmelev steht im Roskilde Museum. Es gibt noch sieben weitere Teilfunde in Dänemark, darunter der Auerochsenknochen von Ryemarksgård und der etwa 10.000 Jahre alte Knochen, der in einem Moor in der Nähe von Ringsted gefunden wurde.
In der Nähe liegt der Urdolmen von Vig.